# هارون بن إدريس
هارون بن إدريس أبو محمد الكوفي الأصم هو مُحدث كوفي مجهول الحال، من شيوخ محمد بن جرير الطبري. هو أحد الرواة الذين نقل عنهم أبو جعفر محمد بن جرير الطبري في تفسيره، ذكره الشيخ شاكر في تحقيقه لتفسير الطبري، وقال: "شيخ الطبري: لم أجد له ترجمة، ولا وجدته في مكان، إلا في رواية الطبري عنه في التاريخ، روى عنه عن عبد الرحمن بن محمد المحاربي.